# Sentier des Ravenales
Le sentier des Ravenales, ou circuit des Ravenales, est un sentier de randonnée français situé à La Réunion, sur le territoire de la commune de Saint-Benoît. Cette boucle parcourt la partie basse de la forêt du Cratère.